# Gyala Peri
Le Gyala Peri (chinois : 加拉白垒 ; pinyin : Jiālābáilěi) est une montagne située dans le Nyainqêntanglha Shan et dont il est le plus haut sommet. Très proche de l'extrémité orientale de l'Himalaya, il culmine à 7 294 mètres d'altitude. Le sommet se trouve à l'entrée du canyon du Yarlung Tsangpo, à 22 km au nord du Namcha Barwa, situé dans l'Himalaya de l'Assam.
La première ascension du Gyala Peri est effectuée en octobre 1986 par une expédition japonaise.